# Håkan Loob Trophy
Håkan Loob Trophy är ett pris instiftat av SHL AB och C More som tilldelas säsongens bäste målskytt i grundserien i Svenska Hockeyligan. 
Förutom trofén får spelaren 1 000 kronor per mål som denne gjort under grundserien. Pengarna går till klubbens ungdomsverksamhet. Håkan Loob Trophy instiftades säsongen 2005/2006 då Elitserien firade 30-årsjubileum.

## Vinnare
- 2005/2006 –  Tomi Kallio, Frölunda HC (26 mål/49 matcher) &  Andreas Karlsson, HV71 (26 mål/50 matcher)
- 2006/2007 –  Pavel Brendl, Mora IK (34 mål/54 matcher)
- 2007/2008 –  Mattias Weinhandl, Linköpings HC (35 mål/54 matcher)[1]
- 2008/2009 –  Per-Åge Skröder, MODO Hockey (30 mål/ 54 matcher)
- 2009/2010 –  Jan Hlaváč, Linköpings HC[2] (30 mål/38 matcher)[3]
- 2010/2011 –  Mikko Lehtonen, Skellefteå AIK[4] (30 mål/55 matcher)
- 2011/2012 –  Richard Gynge, AIK Ishockey (28 mål/55 matcher) [4]
- 2012/2013 –  Carl Söderberg, Linköpings HC (31 mål/54 matcher) [4]
- 2013/2014 –  Chad Kolarik, Linköpings HC (30 mål/53 matcher)
- 2014/2015 –  Broc Little, Linköpings HC (28 mål/55 matcher)
- 2015/2016 –  Nick Johnson, Brynäs IF (22 mål/52 matcher)
- 2016/2017 –  Kevin Clark, Brynäs IF (23 mål/52 matcher)
- 2017/2018 –  Victor Olofsson, Frölunda HC (27 mål/50 matcher)
- 2018/2019 –  Emil Bemström, Djurgårdens IF (23 mål/47 matcher)
- 2019/2020 –  Broc Little, Linköping HC (24 mål/48 matcher)
- 2020/2021 –  Daniel Viksten, Färjestad BK (25 mål/51 matcher) &  Simon Ryfors, Rögle BK (25 mål/51 matcher)
- 2021/2022 –  Max Véronneau, Leksands IF (34 mål/51 matcher)[5]